# Елюль

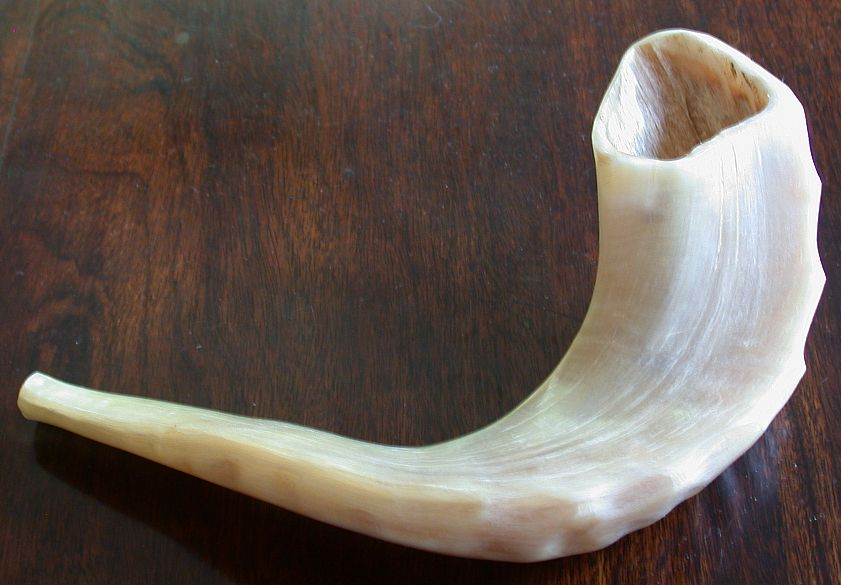
Традиційно у місяць елюль сурмлять у Шофар (крім суботи).

Елюль (івр. אֱלוּל) , також Елул— дванадцятий місяць у єврейському цивільному та шостий місяць у релігійному календарі.  
Тривалість місяця Елюль є 29 днів. Припадає на серпень — вересень за григоріанським календарем. Назва місяця походить від акадської мови та означає «пошук», та була перейнята під час вавилонського полону у 586–536 роках до н. е. У Біблії назва місяця вживається лише один раз у Книзі Неємії: 
|  | Так закінчено мур двадцять п'ятого дня місяця Елула, за 52 дні. Отож, як зачули про те наші вороги, то всі народи, що навкруги нас, наполохались і вельми духом занепали, бо зрозуміли, що сталося воно за волею Бога нашого. |

У Першій книзі хроніки названо цей місяць лише за його місцем у ряді: «Шостий, на шостий місяць, був Іра, син Ікеша, з Текоа; 24 000 було в його відділі.». 
Назва місяця використовується не лише у івриті, також турецькою мовою назва місяця вересень є «Eylül».
Елюль є місяцем прощення, час покут, каяття і приготування до «Ямім нораїм» (івр. ימים נוראים) — десяти днів каяття, що тривають  від Рош га-Шана до Йом-Кіпур.  Елюль є останнім місяцем року перед Рош га-Шана. Це час тшуви (буквально означає «повернення») - тобто повернення до Всевишнього через щире каяття. В цей час прийнято вставати щодня до світанку і читати молитви «Сліхот» (прощення), а також сурмити шофар — для пробудження людей з їхнього бездумного життя. У цей місяць також за традицією використовують особливе благословення «Ктіва Вахатіма Това!», що означає «Щоб тобі на новий рік був винесений і затверджений добрий вердикт!», читають три додаткових псалми, відвідують могили друзів та родичів і т.ін.